# Nigel Bradham

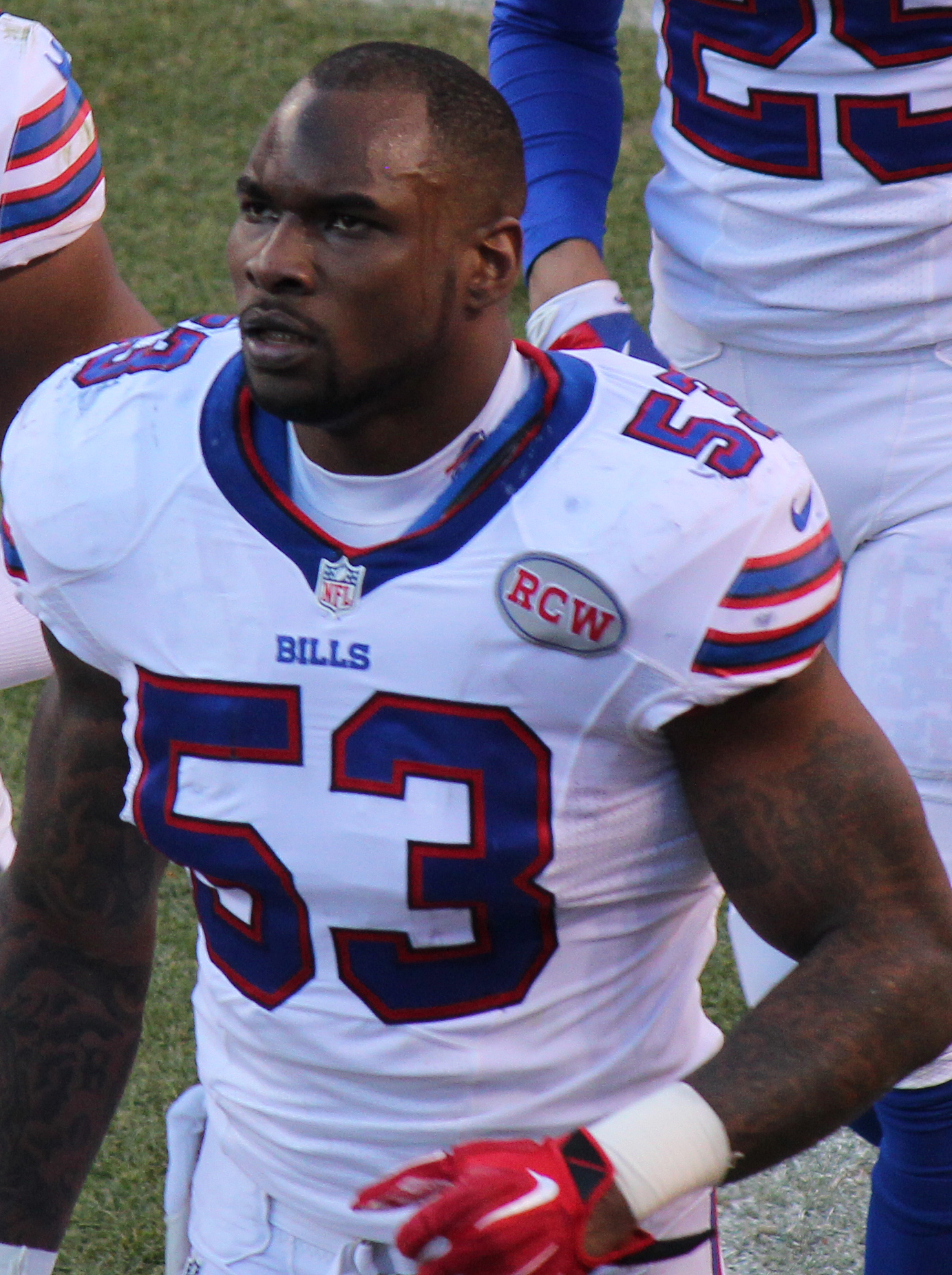
Nigel Bradham (2014).

Nigel Bradham, född 4 september 1989 i Wakulla County i Florida, är en amerikansk utövare av amerikansk fotboll (linebacker), som sedan 2012 spelar för NFL-laget Buffalo Bills. Han spelade collegefotboll för Florida State Universitys idrottsförening Florida State Seminoles.